# Station Les Baconnets
Les Baconnets is een station in de Franse gemeente Antony en het département van Hauts-de-Seine.

## Het station
Les Baconnets ligt aan RER B en is voor Passe Navigo gebruikers een station in zone 4. Het telt twee sporen en twee perrons en ligt tussen de stations Fontaine Michalon en Massy - Verrières.

## Vorig en volgend station
| Richting                    | Vorig station     | Lijn  | Volgend station   | Richting                                             |
| --------------------------- | ----------------- | ----- | ----------------- | ---------------------------------------------------- |
| Saint-Rémy-lès-Chevreuse B4 | Massy - Verrières | RER B | Fontaine-Michalon | Aéroport Charles de Gaulle 2 TGV B3 Mitry - Claye B5 |